# Vera, un cuento cruel
Vera, un cuento cruel és una pel·lícula espanyola de 1973 dirigida per Josefina Molina, una de les directores pioneres al cinema espanyol, en el que va ser el seu primer llargmetratge, sobre un conte de l'escriptor francès Auguste Villiers de L'Isle-Adam.

## Sinopsi
La història transcorre al Sud de França, segle xix. Alfredo de Quiroga, un cavaller espanyol no aconsegueix acceptar la idea que Vera, amb qui s'ha casat, a penes fa un any, hagi mort. Tan afectat està que tot a la casa segueix com si ella encara visqués. En aquesta ficció compta amb el suport i lleialtat del seu fidel majordom, únic servent en haver acomiadat als altres. Però un dia arriba la filla del notari, que sempre ha estat enamorada d'ell, per a intentar que reconstrueixi la seva vida i això fa que tot es precipiti.

## Repartiment
- Fernando Fernán Gómez com el majordom Roger.
- Mel Humphreys com Vera.
- Víctor Valverde com Alfredo Quiroga.
- Julieta Serrano com María.
- Alfredo Mayo com D. Juan Manuel
- José Vivó com el notari (Don Carlos).
- Lucia Bosè com Cecilia.
- Miguel Bosé com Enrique.
- Luis Ciges com el cura.

## Recepció
Fou exhibida com a part de la selecció oficial al Festival Internacional de Cinema de Sant Sebastià 1973.